# Leroy Kelly
Leroy Kelly (Filadelfia, 20 maggio 1942) è un ex giocatore di football americano statunitense che ha militato nel ruolo di running back per la maggior parte della carriera con i Cleveland Browns della National Football League (NFL). È stato inserito nella Pro Football Hall of Fame nel 1994.

## Carriera
In 10 anni di carriera, Kelly segnò 90 touchdown totali, guidando la NFL in yard corse per due stagioni consecutive (1967-68) e in touchdown segnati su corsa per tre (1966-68). Fu anche un grande ritornatore di punt e kick off, mantenendo un media di 10,5 yard per ritorno da punt e 23,5 yard per ritorno da kickoff.
Conosciuto per essere un eccezionale corridore nei campi fangosi della sua epoca (presenti anche nella NFL), Kelly fu anche un ottimo ricevitore. La sua rapidità e il suo senso dell'equilibrio gli concessero di disputare una carriera relativamente priva di infortuni, mancando solo 4 gare in dieci anni e mai più di una per stagione.
Kelly fu scelto dai Browns nell'ottavo giro del Draft NFL 1964. Nella sua stagione da rookie fu un uomo chiave nei ritorni, contribuendo alla vittoria di Cleveland nel campionato NFL del 1964, giocando come riserva del fullback Jim Brown e bloccando per l'halfback Ernie Green. Divenne il running back titolare dei Browns in seguito al ritiro di Brown dopo la stagione 1965.
Kelly terminò la sua carriera con i Chicago Fire della World Football League nel 1974, correndo per 315 yard (4,1 di media) e ricevendo 8 passaggi per 128 yard.

## Palmarès

### Franchigia
- Campionati NFL : 1

Cleveland Browns: 1964

### Individuale
- Convocazioni al Pro Bowl: 6

1966, 1967, 1968, 1969, 1970, 1971
- All-Pro:

1966, 1967, 1968, 1969, 1971
- Leader della NFL in touchdown su corsa: 3

1966, 1967, 1968
- Formazione ideale della NFL degli anni 1960
- Bert Bell Award - 1968
- Pro Football Hall of Fame (classe del 1994)